# 1725 у літературі

## Книги
- Збірники Джозефа Еддісона.
- «Книга Священної Магії Абрамеліна» (перше друковане видання).
- «Повністю англійський торговець», есе Данієля Дефо.
- «Битва поетів», сатира Томаса Кука на Александера Поупа.
- «Історія Одкровення» англійського історика Лоуренса Екарда.
- «Свобода і необхідність, задоволення і біль», дисертація Бенджаміна Франкліна.
- «Нова наука» італійського філософа Джамбатісти Віко
- «Ніжна вівчарка» англійського поета Аллана Ремсі.

## Народились
- 12 лютого — Вільям Мейсон, англійський поет і садівник
- 2 квітня — Джованні-Джакомо Казанова, міжнародний авантюрист, автор «Спогадів».
- Полетика Григорій Андрійович, український громадський діяч, письменник, перекладач-поліглот, лексикограф, історик.
- Цзян Шицюань, китайський драматург, поет та викладач.

## Померли
- 6 січня — Тікамацу Мондзаемон, японський драматург.
- 26 січня — Сулхан-Саба Орбеліані, грузинський князь і письменник.
- 29 червня — Арай Хакусекі, японський політичний і державний діяч, історик, літературознавець, поет.
- 7 грудня — Флоран Картон Данкур, французький драматург і актор.
- Кінец грудня — Станіслав Морштин, польський шляхтич, військовик, поет та перекладач.